# Aleuroplatus mameti
Aleuroplatus mameti là một loài côn trùng cánh nửa trong họ Aleyrodidae, phân họ Aleyrodinae.
Aleuroplatus mameti được Takahashi miêu tả khoa học đầu tiên năm 1937.